# Межник (Лядская волость, у д. Лосицы)
Межник — деревня в Плюсском районе Псковской области России. Входит в состав Лядской волости.
Расположена в 8 км к югу от волостного центра Ляды и в 37 км к западу от райцентра Плюсса. Находится на побережье реки Плюсса, в 2,5 км восточнее от деревни Лосицы.

## Население
Численность населения деревни на 2000 год составляла 2 человека, по переписи 2002 года — 8 человек.

## История
До 1 января 2006 года деревня входила в состав ныне упразднённой Лосицкой волости.